# Hedisa
Hedisa es un grupo empresarial leonés fundado en el año 1982 con la creación de la primera empresa del grupo Sumi Roc, naciendo en año después la empresa matriz definitiva, Hedisa. En un primer momento, el grupo se especializa en la producción de discos para el corte de granito y posteriormente, en 1988 se especializa también en la producción de hilo diamantado. En 1993 nace Grani Roc, empresa que se especializa inmediatamente en la producción de máquinas para la fabricación de hilo diamantado.
En 2008 el grupo funda una nueva empresa; Indemec Project, que se dedicará a la producción de componentes aeronáuticos, siendo su primer cliente el A-380, de la empresa Airbus. Su plantilla inicial está formada por 20 profesionales de alta cualificación.

## Empresas que forman parte del grupo
- Hedisa: La empresa matriz, fundada en 1983, especializada en la fabricación de discos para el corte de granito.
- Sumi Roc: La primera empresa del grupo, fundada en 1982, especializada en la comercialización de material de cantería, sector del que es líder.
- Grani Roc: Empresa fundada en 1993 dedicada a la fabricación de maquinaria para la fabricación de hilo diamantado.
- Indemec Project: Empresa fundada en 2008 dedicada a la fabricación de componentes aeronáuticos.